# 三崎町 (神奈川県)

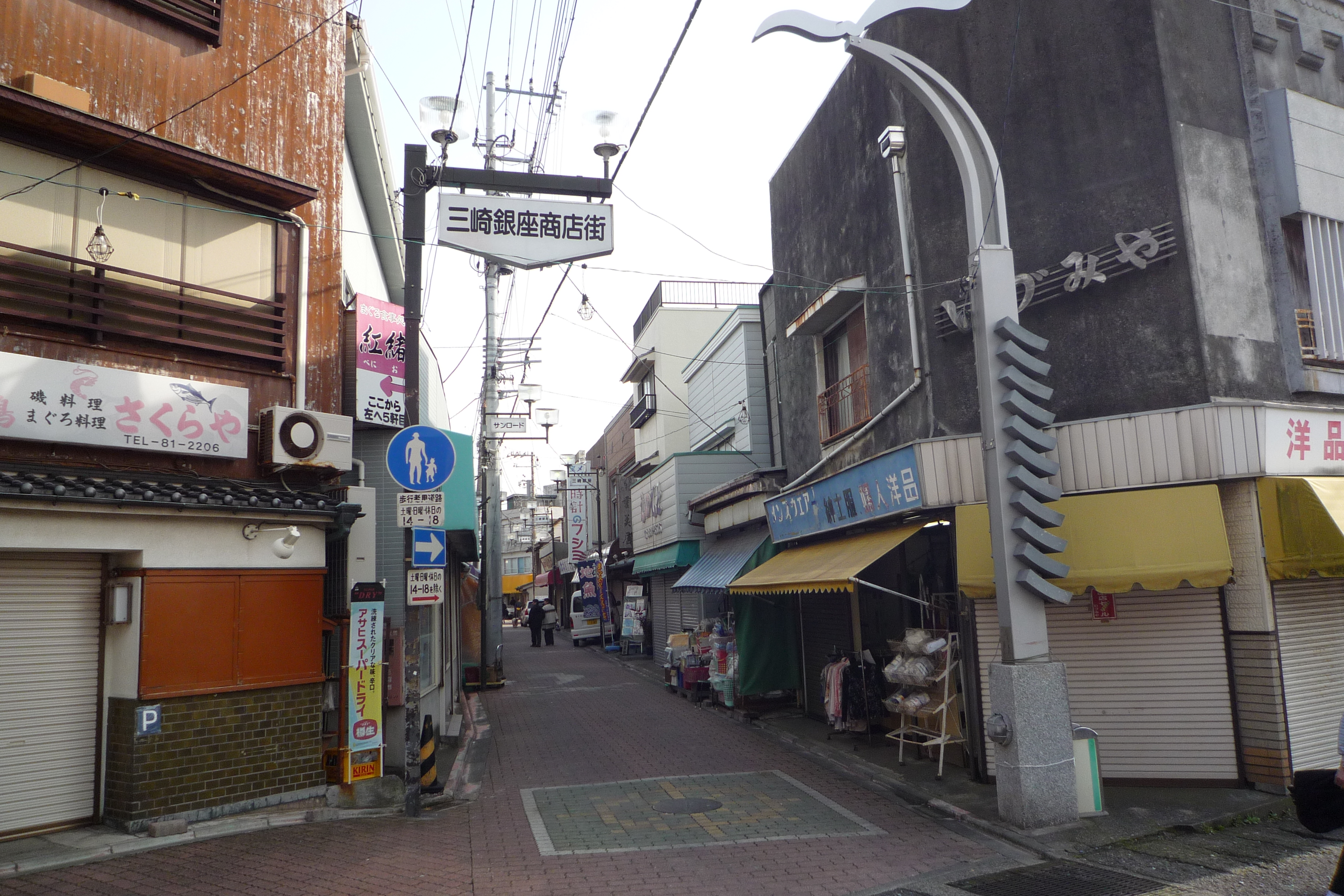
三崎の市街地

三崎町（みさきまち）は、かつて神奈川県三浦郡に存在した町。現在の三浦市南西部にあたる。
かつての三崎町の範囲がそのまま三崎町として地域名になっている。ここでは現在の三崎町についても解説する。

## 地理
三浦半島の最西南端に位置し港を挟み城ヶ島と向かい合う。一帯は丘陵に谷戸が食い込む複雑な地形である。
古くから栄える下町地区は陸地に食い込む運河のような北条湾（ほうじょうわん）により2つに分けられる。西部側の三崎町は三浦市の中心市街地であり、市役所等公共施設や商店、観光施設が集中している。西部や港の周りには水産加工工場や市場などの港湾施設が多く集まる。北条湾の東部に位置する晴海町地区には住宅地が造成されているが沿岸部は工場地区である。内陸部の地域（栄町、東岡、諏訪町、天神町、城山町など）も住宅地だが、北部に行くにつれて田畑や山林が多くなる。
東京大学の付属機関である臨海実験所がある地でもある。この臨海実験所は日本最初のものであり、そのため、海洋生物の研究が古くよりよく行われている。海岸の生物の分布に三崎がよく上がっているのもこのためである。この地の名のついたものにミサキコモチクラゲ・ミサキギボシムシなどがある。

## 歴史
平安後期から室町時代まで三浦党という武家の根拠地の一つであった。源頼朝が城ヶ島と三崎の宝蔵山に桜を植樹して宴会を催したこともある。三浦党は、鎌倉後期頃に水軍の基地として三崎城を築城した。三浦氏滅亡後は新領主の後北条家が引き続き城を管理し、対岸の房総半島の戦国大名里見氏の備えとした。
北条氏滅亡後は徳川家の支配下に置かれた。徳川家武将向井正綱が入り、徳川氏の御手船衆（徳川水軍）の本拠が置かれた。
明治以後は遠洋漁業の拠点として栄えた。三崎のマグロ漁は1960年代に最盛期を迎え、3軒の映画館、数多くの遊興施設、花街が賑わい、当時は「眠らない街」と呼ばれるほどであった。その後、冷凍技術の発達で日本国外から安価なマグロが流入するようになると、三崎のマグロ漁は衰退していった。
近年は、三崎漁港の水揚げ高が近年減少しているため、古い景観を残す街並みや自然、東京からのアクセスの良さなどの長所を活かし気軽に訪れられる観光地として町おこしを進めている。その結果、特産品のマグロを目玉とし様々な魅力を持つ観光地としても知られるようになった。また古い街並みを生かしたフィルム・コミッション事業も盛んである。三浦を舞台にした映画、ドラマ、ゲーム作品を紹介するNPO法人が経営するギャラリーも開所している。2015年（平成27年）の三崎魚市場の取扱総量は21,892t（うち遠洋漁業による取扱量は14,069t）であり、同年8月1日時点のみうら漁業協同組合の組合員数は916人（うち正組合員は352人）である。

### 年表
- 1889年（明治22年）4月1日 - 町村制施行に伴い、三崎町、諸磯村、小網代村、城ヶ島村、六合村が合併して三浦郡三崎町が発足。
- 1955年（昭和30年）4月1日 - 三崎町・初声村・南下浦町が合併、同時に市制を施行して三浦市が発足。
- 2009年（平成21年）9月: 三崎の仲崎・花暮地域に伝わる小正月の伝統行事「チャッキラコ」がユネスコ世界無形文化遺産に登録される。

## 教育
中学校
- 三浦市立三崎中学校

小学校
- 三浦市立三崎小学校

## 経済
- 三崎漁港
  - みさき魚市場[4]
- 日の出通り商店街
- すずらん通り商店街
- 三崎銀座商店街

## 施設
- 三浦市役所
- 三崎警察署
- 三浦市立病院
- うらり - 海の駅、産直センター[5]

うらり 産直センター

- 三崎マリンセンター - 渡船、バーベキュー[6]
- 城ヶ島大橋
- 京浜急行バス三崎営業所
- NPO法人 みうら映画舎
- 東京大学大学院理学系研究科附属臨海実験所

## 交通
- 京浜急行電鉄京急久里浜線三崎口駅から京浜急行バス乗車、三崎港下車。三崎口駅からは4キロ程離れている。
  - <三26><須7>　三崎港（三崎東岡経由）
  - <三61>　浜諸磯（三崎東岡・三崎港経由）
  - <三8>　通り矢（三崎東岡・三崎港経由）
  - <三9>　城ヶ島（三崎東岡・三崎港経由）
- 京急久里浜線三浦海岸駅から京浜急行バス乗車、三崎港下車。
  - <海31>　三崎港（引橋・三崎東浦経由）
  - <海35>　三崎東岡（剱崎・三崎港経由）
- 横浜横須賀道路衣笠IC→三浦縦貫道路→国道134号→引橋交差点→三崎街道→三崎。

## 名所・旧跡

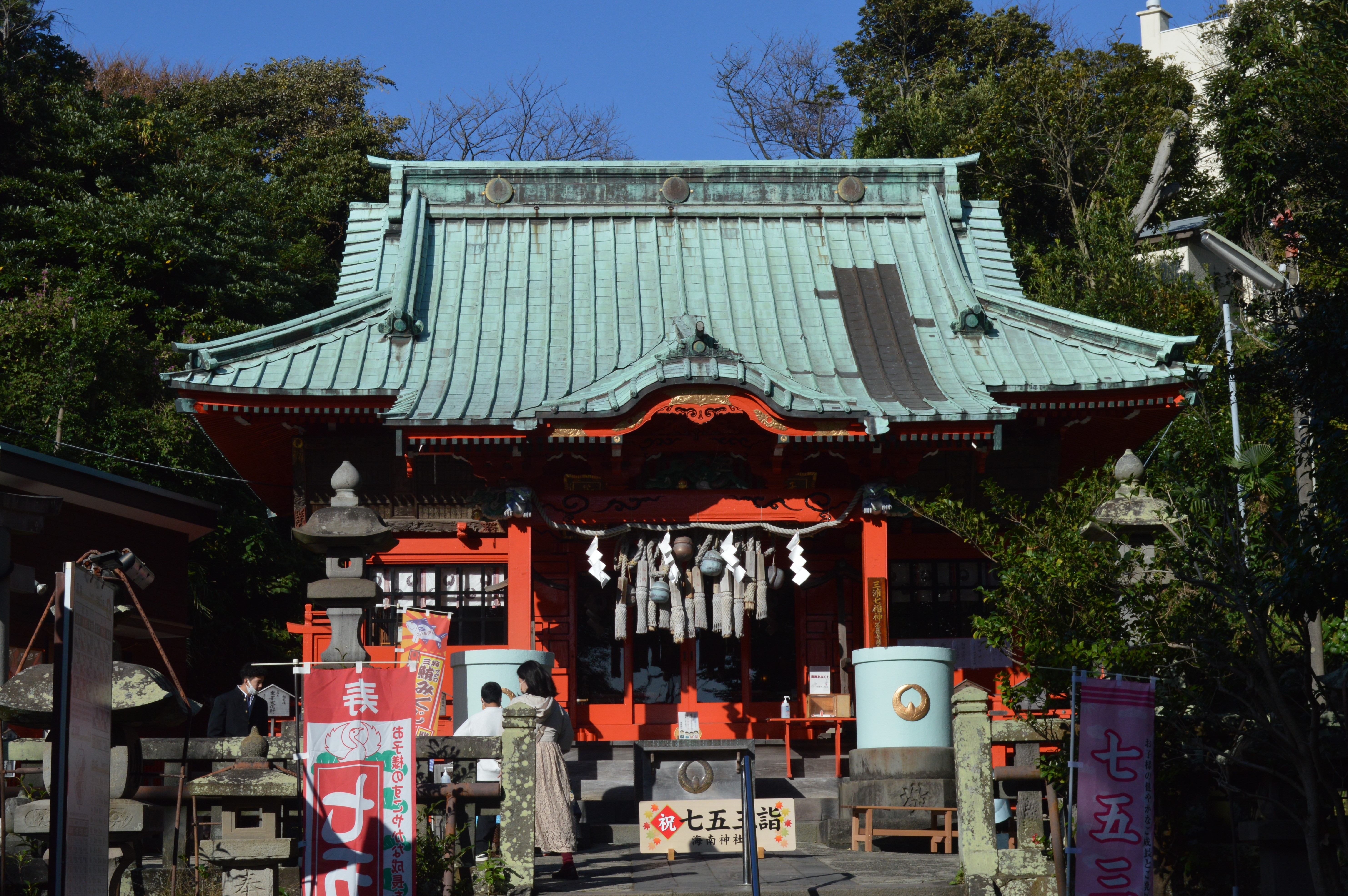
海南神社

- 海南神社
- 本瑞寺（桜の御所）
- 見桃寺（桃の御所）
- 大椿寺（椿の御所）

## 三崎を舞台にした作品
- トロと休日
- ぼくはうみがみたくなりました
- 亀は意外と速く泳ぐ（2005年、ウィルコ）
- 泣くな、はらちゃん - 日本テレビ （2013年）